# 화씨 451 (2018년 영화)
화씨 451(Fahrenheit 451)은 2018년에 개봉한 미국의 드라마, SF 영화이다. 라민 바흐러니가 감독을 맡았으며, 레이 브래드버리의 동명 소설이 영화의 원작이다. 소피아 부텔라 등이 주연으로 출연하였다.

## 출연

### 주연
- 소피아 부텔라
- 마이클 섀넌
- 마이클 B. 조던
- 로라 해리어

### 조연
- 마틴 도노반
- 릴리 싱
- 그레이스 린 쿵
- 린 그리핀
- 제인 모팻

## 제작진
- 원작자: 레이 브래드버리
- 총괄프로듀서: 라민 바흐러니